# Mall.com 500 1999
Mall.com 500 1999 var ett race som var den tionde och avslutande deltävlingen i Indy Racing League 1999. Racet kördes den 17 oktober på Texas Motor Speedway. Mark Dismore tog sin första och enda IRL-seger, vilket säkrade hans tredjeplats i mästerskapet. Davey Hamilton blev tvåa, före säsongens mästare Greg Ray, som bärgade titeln med sin tredjeplats.

## Slutresultat
| Plats | Förare                | Team                    | Grid |
| ----- | --------------------- | ----------------------- | ---- |
| 1     | Mark Dismore          | Kelley Racing           | 2    |
| 2     | Davey Hamilton        | Galles Racing           | 6    |
| 3     | Greg Ray              | Team Menard             | 1    |
| 4     | Eddie Cheever         | Cheever Racing          | 20   |
| 5     | John Hollansworth Jr. | TeamXtreme              | 18   |
| 6     | Scott Harrington      | McCormack Motorsports   | 8    |
| 7     | Jaques Lazier         | Truscelli Racing        | 23   |
| 8     | Buzz Calkins          | Bradley Motorsports     | 19   |
| 9     | Billy Boat            | A.J. Foyt Enterprises   | 25   |
| 10    | Buddy Lazier          | Hemelgarn Racing        | 16   |
| 11    | Donnie Beechler       | Cahill Racing           | 22   |
| 12    | Robbie McGehee        | Conti Racing            | 14   |
| 13    | Tyce Carlson          | Blueprint-Immke Racing  | 9    |
| 14    | Robby Unser           | Team Pelfrey            | 11   |
| 15    | Stéphan Grégoire      | Dick Simon Racing       | 13   |
| 16    | Kenny Bräck           | A.J. Foyt Enterprises   | 5    |
| 17    | Eliseo Salazar        | Nienhouse Motorsports   | 10   |
| 18    | John Paul Jr.         | McCormack Motorsports   | 29   |
| 19    | Scott Sharp           | Kelley Racing           | 7    |
| 20    | Doug Didero           | Mid America Motorsports | 21   |
| 21    | Jeff Ward             | ISM Racing              | 12   |
| 22    | Sam Schmidt           | Treadway Racing         | 4    |
| 23    | Scott Goodyear        | Panther Racing          | 3    |
| 24    | Robbie Buhl           | Tri-Star Motorsports    | 15   |
| 25    | Sarah Fisher          | Team Pelfrey            | 17   |
| 26    | Ronnie Johncox        | Tri-Star Motorsports    | 24   |
| 27    | Niclas Jönsson        | Hemelgarn Racing        | 27   |